# Nhụy thập Sa Pa
Nhụy thập Sa Pa (danh pháp: Staurogyne chapaensis) là một loài thực vật có hoa trong họ Ô rô. Loài này được Benoist mô tả khoa học đầu tiên năm 1933.